# Slutet på sommaren
Slutet på sommaren är en svensk thrillerserie som hade premiär på Sky Showtime 26 december 2024. Serien är baserad på Anders de la Motte första bok i romansviten Årstidskvartetten.  Serien regisseras av Jens Jonsson och Henrik Georgsson medan manus skrivits av Björn Carlström och Stefan Thunberg. Första säsongen består av sex avsnitt.

## Handling
En sensommarkväll 1984 försvinner en femårig pojke och trots att hela samhället deltar i sökandet hittas han inte. Brottsutredning sköts undermåligt och läggs till slut ner utan några resultat. 
Under ett gruppterapisamtal 20 år senare där pojkens storasyster Vera deltar ansluter en man. Mannen berättar om oförklarliga minnen av en pojkes försvinnande. Berättelsen skakar om Vera. Hon måste återvända till Skåne för att ta reda på vad det egentligen var som hände under den där sommaren för 20 år sedan?

## Rollista (i urval)
- Julia Ragnarsson – Vera
- Erik Enge – Isak
- Vilhelm Blomgren – Mattias
- Simon J. Berger – Månsson
- Patrik Karlson – Eliasson
- Torkel Petersson – Harald
- Per Ragnar – Jeppson
- Linus James Nilsson – Tommy Rooth
- Rolf Lydahl - Lennart
- Anna Granath
- Linda Kunze Nahlin - Cissi
- Ida Gyllensten
- Lars Schilken
- Emelie Garbers - Malin
- Henrik Norlén - Lars
- Bahador Foladi

## Produktion
Serien är producerad av Per Janérus och Björn Carlström på Harmonica Films, i samproduktion med SF Studios och Film i Skåne. Inspelningarna genomfördes under sommaren 2022 i Helsingborg och runt om i nordvästra Skånes kommuner,  samt i Warszawa. 